# Édouard Osoque Mendy
Edouard Osoque Mendy (Montivilliers, 1 de març de 1992), és un futbolista francès, nacionalitzat senegalès, que juga a la posició de porter a l'Al-Ahli SC Jiddah. Es internacional amb la selecció del Senegal des del 2018.
El seu traspàs del Rennes al Chelsea va costar 24 milions d'euros. El jugador actualment està valoritzat en 20 milions d'euros, i té contracte amb el Chelsea fins al 30 de juny de 2025.

## Internacional
Va debutar amb la selecció de futbol del Senegal el 17 de novembre de 2018 a la Copa Africana de Nacions, contra la selecció de Guinea Ecuatorial, un partit on Senegal va guanyar 0-1.

## Clubs
Va debutar amb l'A.S. Cherbourg de França l'any 2012, on va estar fins a l'any 2014 després se'n va anar a l'Olympique de Marsella II, on va estar 2 anys. Al 2016 se’n va anar a l'Stade de Reims on va jugar 3 temporades, al 2019 va jugar una temporada amb l'Stade de Rennais, i finalment va ser fitxat pel Chelsea per la quantitat de 24 milions d'euros, club on té contracte fins a l'any 2025.

## Palmarès
Edouard Mendy, només té un títol al seu palmarès que és la copa de l'ascens a primera divisió de França, copa que va guanyar amb l'Stade de Reims al 2018.